# Anaïs Caradeux
Anaïs Caradeux (Aix-les-Bains, 30 juni 1990) is een Franse freestyleskiester. Ze vertegenwoordigde haar vaderland op de Olympische Winterspelen 2014 in Sotsji en op de Olympische Winterspelen 2018 in Pyeongchang.

## Carrière
Bij haar wereldbekerdebuut, op 15 januari 2006 in Les Contamines-Montjoie, boekte Caradeux direct haar eerste wereldbekerzege. Tijdens de wereldkampioenschappen freestyleskiën 2009 in Inawashiro eindigde ze als de vijfde op het onderdeel halfpipe. Op de wereldkampioenschappen freestyleskiën 2011 in Deer Valley eindigde de Française als twaalfde op het onderdeel halfpipe. In Voss nam Caradeux deel aan de wereldkampioenschappen freestyleskiën 2013, op dit toernooi veroverde ze de zilveren medaille op het onderdeel halfpipe. Tijdens de Olympische Winterspelen van 2014 in Sotsji eindigde ze als twaalfde in de halfpipe.
Op de wereldkampioenschappen freestyleskiën 2015 in Kreischberg eindigde de Française als vierde in de halfpipe. In de Spaanse Sierra Nevada nam Caradeux deel aan de wereldkampioenschappen freestyleskiën 2017. Op dit toernooi eindigde ze als 23e in de halfpipe. Tijdens de Olympische Winterspelen van 2018 in Pyeongchang eindigde ze opnieuw als twaalfde in de halfpipe.
Op de wereldkampioenschappen freestyleskiën 2019 in Park City eindigde de Française als vijftiende in de halfpipe.

## Resultaten

### Olympische Spelen
| Jaar | Plaats      | Resultaten   |
| ---- | ----------- | ------------ |
| 2014 | Sotsji      | 12e Halfpipe |
| 2018 | Pyeongchang | 12e Halfpipe |

### Wereldkampioenschappen
| Jaar | Plaats        | Resultaten   |
| ---- | ------------- | ------------ |
| 2009 | Inawashiro    | 5e Halfpipe  |
| 2011 | Deer Valley   | 12e Halfpipe |
| 2013 | Voss          | Halfpipe     |
| 2015 | Kreischberg   | 4e Halfpipe  |
| 2017 | Sierra Nevada | 23e Halfpipe |
| 2019 | Park City     | 15e Halfpipe |

### Wereldbeker
Eindklasseringen
| Seizoen   | Algm | HP     |
| --------- | ---- | ------ |
| 2005/2006 | 25e  | Goud   |
| 2006/2007 | 64e  | 6e     |
| 2007/2008 | 58e  | 5e     |
| 2008/2009 | 14e  | Zilver |
| 2010/2011 | 62e  | 8e     |
| 2011/2012 | 60e  | 5e     |
| 2012/2013 | 45e  | 10e    |
| 2013/2014 | 99e  | 17e    |
| 2014/2015 | 139e | 27e    |
| 2015/2016 | 71e  | 9e     |
| 2016/2017 | 87e  | 14e    |
| 2017/2018 | 105e | 19e    |

Wereldbekerzeges
| Datum           | Plaats                  | Onderdeel |
| --------------- | ----------------------- | --------- |
| 15 januari 2006 | Les Contamines-Montjoie | Halfpipe  |
| 19 maart 2009   | La Plagne               | Halfpipe  |